# Шаїнова Марина Володимирівна
Марина Володимирівна Шаїнова (рос. Марина Владимировна Шаинова; нар. 14 березня 1986) — російська важкоатлетка.

## Виступи на Олімпіадах
| Олімпіада  | Дисципліна      | Місце                     |
| ---------- | --------------- | ------------------------- |
| Пекін 2008 | легка категорія | ( Срібло) дискваліфікація |

У серпні 2015 року розпочалися повторні аналізи на виявлення допінгу зі збережених зразків з Олімпійських ігор у Пекіні 2008 року та Лондоні 2012 року.
Перевірка зразків Шаїнової з Пекіна 2008 року призвела до позитивного результату на заборонені речовини — станозолол та дегідрохлорметилтестостерон (туринабол). Рішенням дисциплінарної комісії Міжнародного олімпійського комітету від 17 листопада 2016 року в числі інших 16 спортсменів вона була дискваліфікована з Олімпійських ігор в Пекіні 2008 року і позбавлена срібної олімпійської медалі.